# Castello d'Agogna
Castello d'Agogna é uma comuna italiana da região da Lombardia, província de Pavia, com cerca de 968 habitantes. Estende-se por uma área de 10 km², tendo uma densidade populacional de 97 hab/km². Faz fronteira com Ceretto Lomellina, Mortara, Olevano di Lomellina, Sant'Angelo Lomellina, Zeme.

## Demografia
| Variação demográfica do município entre 1861 e 2011                               |
|                                                                                   |
| Fonte: Istituto Nazionale di Statistica (ISTAT) - Elaboração gráfica da Wikipedia |